# Deiva Magan
Deiva Magan é um filme de drama indiano de 1969 dirigido e escrito por A. C. Tirulokchandar. Foi selecionado como representante da Índia à edição do Oscar 1970, organizada pela Academia de Artes e Ciências Cinematográficas.

## Elenco
- Sivaji Ganesan
- Chittor V. Nagaiah
- Pandari Bai
- Jayalalitha
- Vijayasree
- Major Sundarrajan
- M. N. Nambiar